# Køge
Køge é um município da Dinamarca, localizado na região oriental, no condado de Roskilde.
O município tem uma área de 124 km² e uma  população de 38 820 habitantes, segundo o censo de 2003.